# نيكي هيرنانديز
نيكي هيرنانديز (بالإنجليزية: Nicky Hernandez)‏ هو لاعب كرة قدم أمريكي، ولد في 21 سبتمبر 1998 في دالاس في الولايات المتحدة. لعب مع SMU Mustangs men's soccer ‏.